# 馬金群島

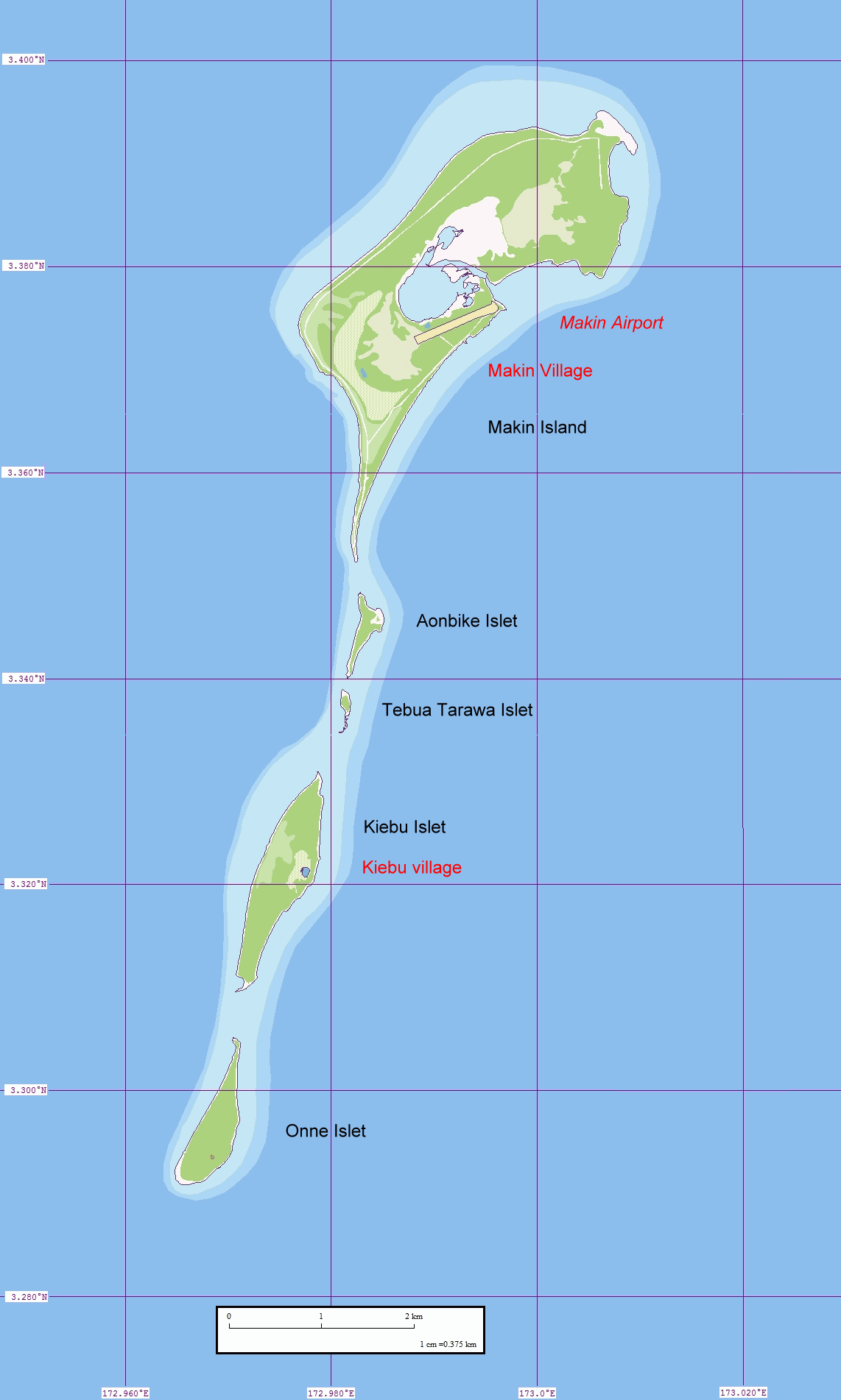

馬金群島是太平洋島國基里巴斯的群島，屬於吉爾伯特群島的一部分，由5個島嶼組成，南北端相距12.3公里，總面積6.7平方公里，2005年人口2,385。
3°23′00″N 173°00′00″E / 3.38333°N 173.00000°E